# Zimný štadión Ondreja Nepelu
Das Zimný štadión Ondreja Nepelu (deutsch Winter-Stadion Ondrej Nepela), Sponsorennamen Tipos Aréna – Zimný štadión Ondreja Nepelu, ist eine Mehrzweckhalle in der slowakischen Hauptstadt Bratislava. Es liegt an der Ecke Trnavská cesta und ulica Odbojárov, etwa 2,3 km nordöstlich der Altstadt im Stadtteil Nové Mesto. Der Eishockeyclub HC Slovan Bratislava trägt in der Eissporthalle seine Heimspiele aus.

## Geschichte
Die Geschichte des Stadions beginnt mit dem Bau im Jahr 1939 und der Eröffnung der ersten öffentlichen Eisfläche in Bratislava im Jahr 1940 (Kapazität: 300 Zuschauer). 1948/49 wurden um der Eisfläche herum neue Tribünen mit einer Kapazität von 11.000 Stehplätzen gebaut. Im Laufe der Vorbereitungen für die Eiskunstlauf-Europameisterschaften 1958 wurden das ganze Stadion überdacht und 4.800 Sitzplätze geschaffen. Der letzte Umbau fand in den Jahren 1990 bis 1992 statt, vor der Eishockey-Weltmeisterschaft 1992.
Die Halle hieß zu Anfang der 1990er Jahre Zimný štadión Ondreja Nepelu, benannt nach dem Eiskunstläufer Ondrej Nepela, dessen Name nach wie vor über dem Eingang steht. Nach dem Einstieg von Sponsoren hieß die Halle ab 2006 T-Com-Arena (T-Com Aréna), bevor sie 2007 in Samsung Aréna umbenannt wurde. Derzeit trägt die Halle den Sponsorennamen Slovnaft Aréna nach der in der Erdölindustrie tätigen Aktiengesellschaft Slovnaft a.s.
Die Halle bot bis zum Umbau Platz für 8.025 Zuschauer, davon 7.463 Sitzplätze.

### Umbau 2010–2011
In der Zeitspanne von April 2009 bis Februar 2011 wurde die Veranstaltungsstätte als Teil der Vorbereitungen für die Eishockey-Weltmeisterschaft der Herren 2011 umgebaut; die Kapazität stieg dabei auf 10.000 Plätze. Die Kosten betrugen rund 63 Millionen Euro. Während der Bauphase zog Slovan Bratislava in das Vladimír-Dzurilla-Eisstadion im Stadtteil Ružinov (Kapazität 3.500 Zuschauer) um.
Als Teil des Umbaus wurde auch ein unterirdisches Parkhaus mit 300 Plätzen und zwei Trainingshallen errichtet sowie die Zugangsstraßen umgebaut. Das Stadion trug für die Zeit der Weltmeisterschaft 2011 vom 29. April 2011 bis 15. Mai 2011 den Namen Orange Arena. Als zweiter Austragungsort für die Weltmeisterschaft 2011 wurde die Steel Aréna in Košice genutzt. 2019 waren die beiden Hallen wieder Austragungsort der Eishockey-Weltmeisterschaft der Herren.
Auch Spiele der Handball-Europameisterschaft der Männer 2022 fanden in der Halle statt. 2026 ist die Halle ein Schauplatz der Handball-Europameisterschaft der Frauen.

## Galerie

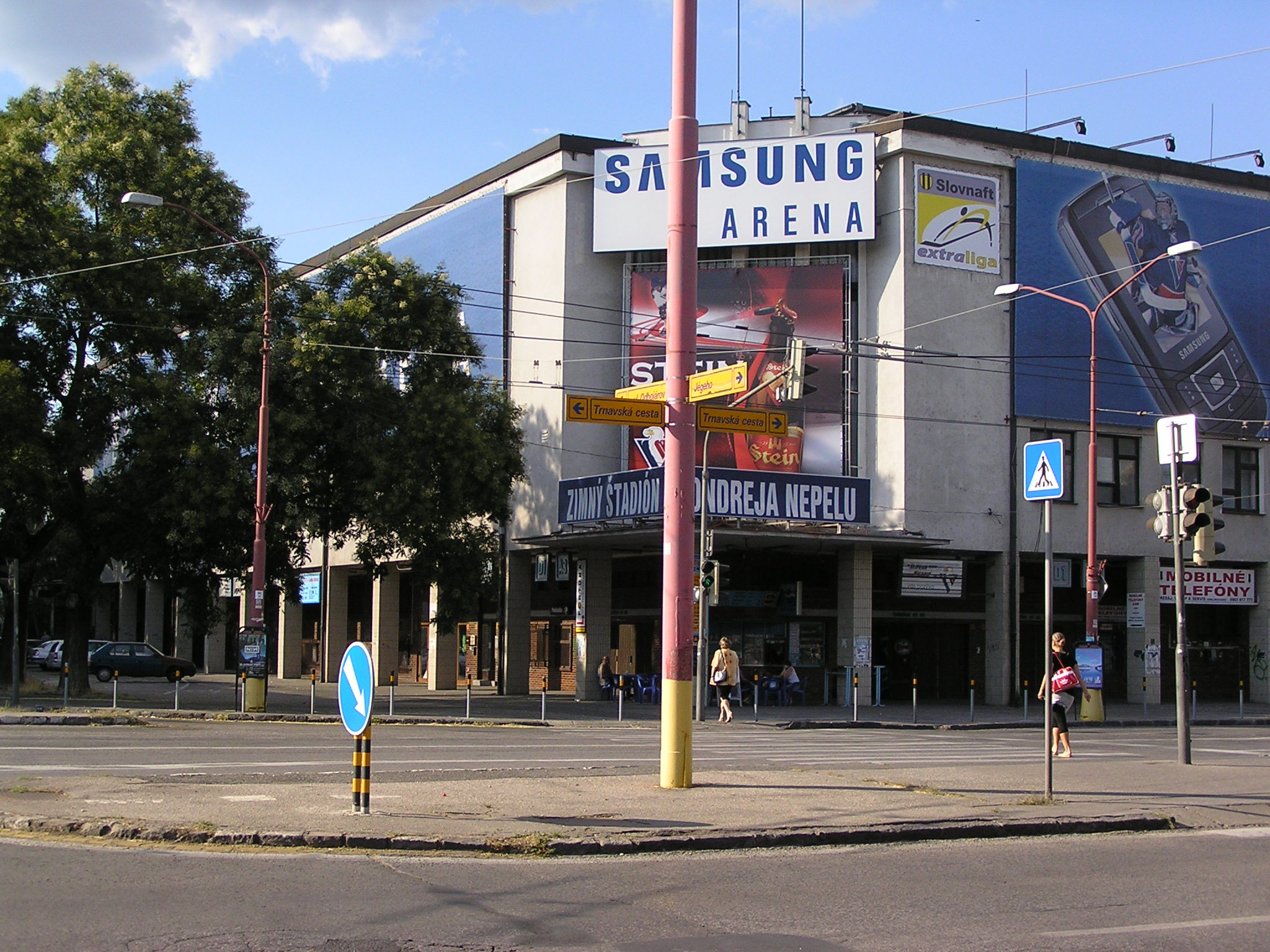
Ecke des Stadions
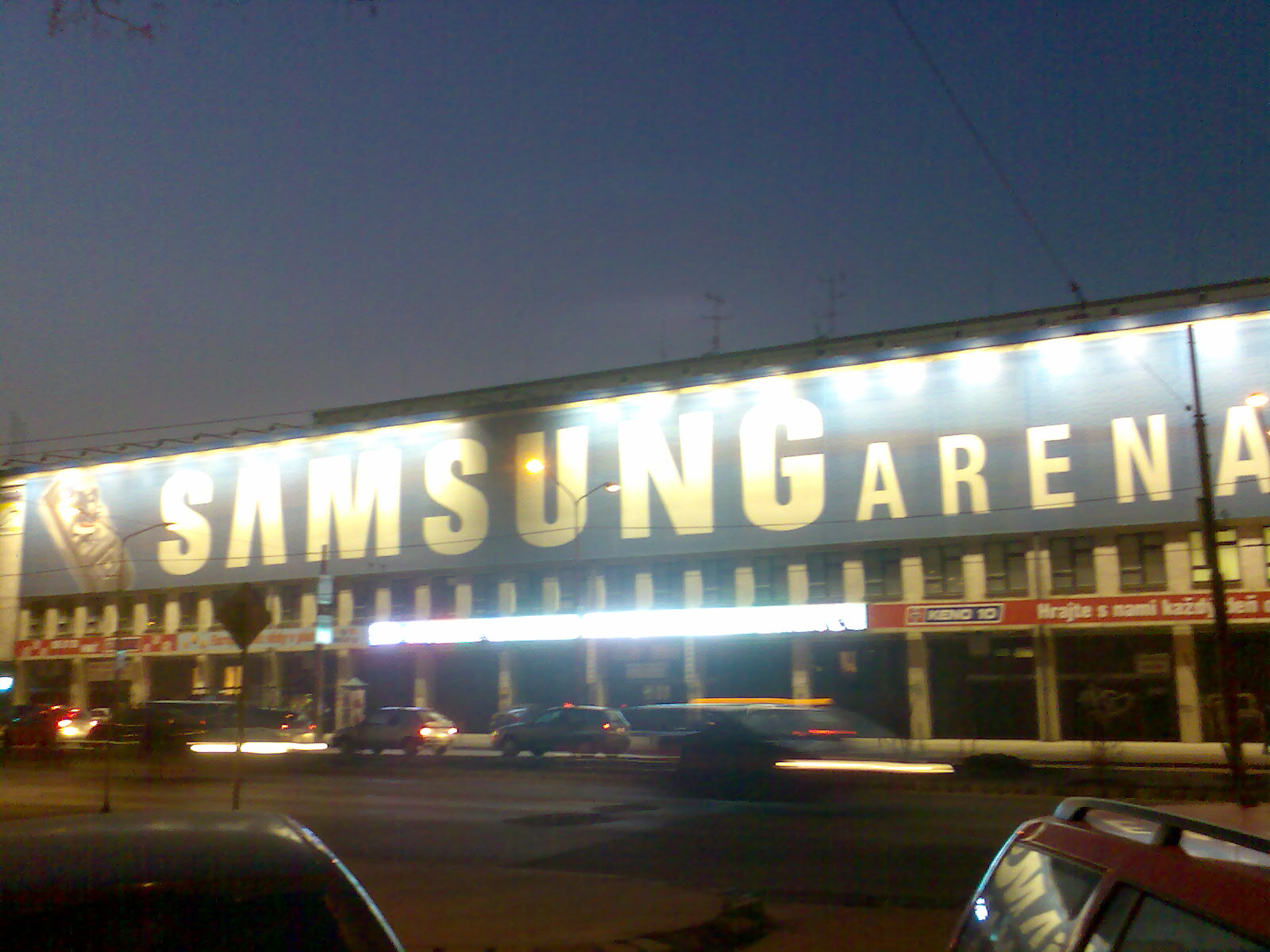
Nachtansicht der Samsung-Arena (Februar 2008)
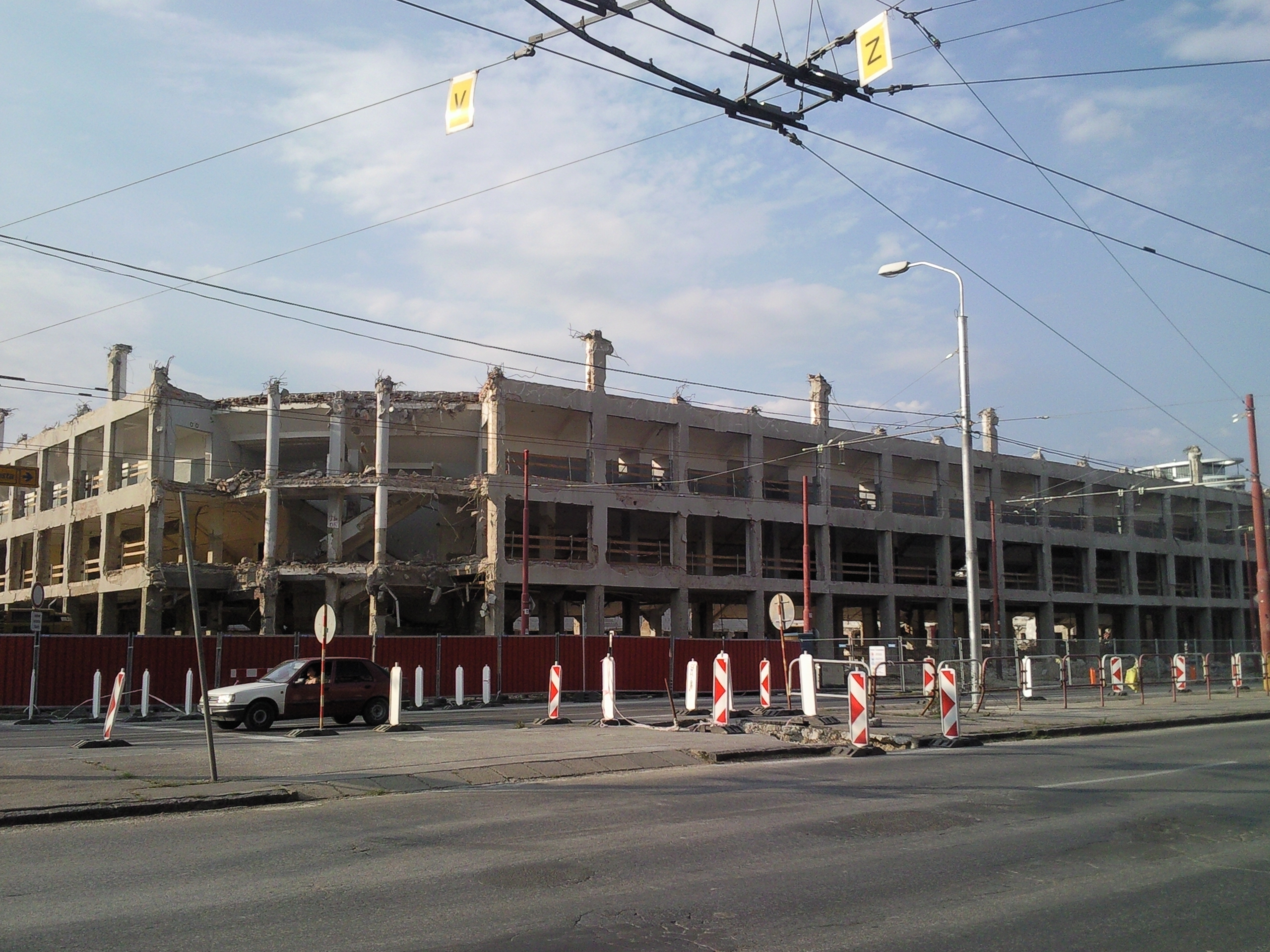
Umbau, Juli 2009
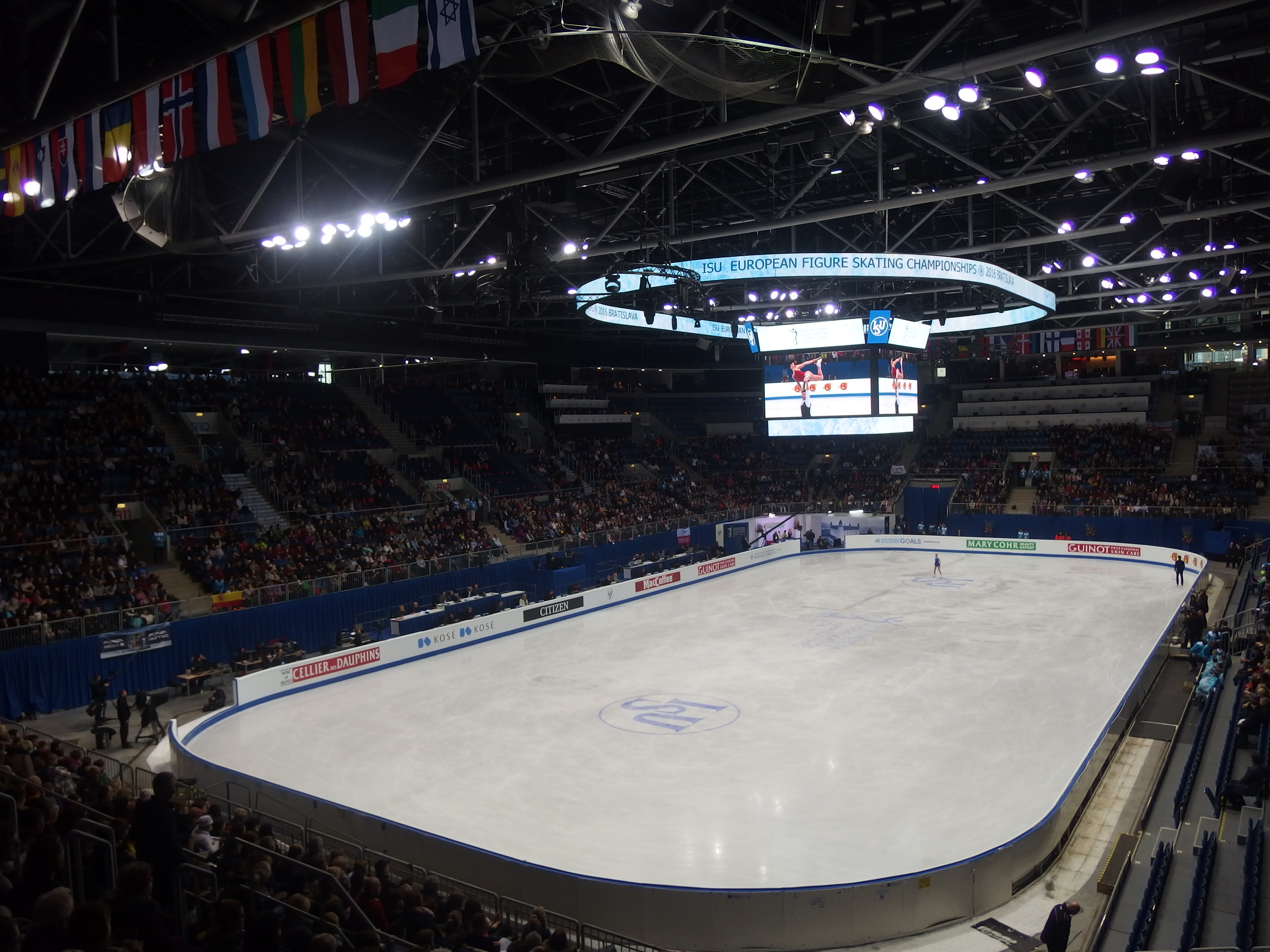
Die Halle während der Eiskunstlauf-Europameisterschaften 2016